# Rodolfo Moleiro
Rodolfo Moleiro (* 4. September 1898 in Zaraza/Guárico; † 4. März 1970 in Caracas) war ein venezolanischer Lyriker.
Der Bruder des Komponisten Moisés Moleiro studierte nach dem Besuch des Colegio San Gabriel seiner Geburtsstadt und des Liceo San José von Los Teques Politikwissenschaft an der Universidad Central de Venezuela. Während seiner Studienzeit schrieb er für Zeitungen und Zeitschriften wie El Universal, El Nuevo Diario, Renovación, Actualidades, Revista de Aguilar und Cultura Venezolana. Neben Andrés Eloy Blanco, Jacinto Fombona, Fernando Paz Castillo, Enrique Planchart, Pedro Sotillo und Luis Barrios Cruz zählte er zu den Vertretern der Gruppe Generación poética de 1918.
Nach dem Studium kehrte er nach Guárico zurück. Hier wurde er 1936 Rechtsberater des Arbeitsministeriums und wurde 1937 zum Senator gewählt. 1942 ging er als Konsul Venezuelas in den USA nach San  Francisco.
1951 veröffentlichte die Asociación de Escritores de Venezuela eine Sammlung seiner Gedichte unter dem Titel Reiteraciones del bosque. Für die Nuevos Poemas erhielt Moleiro 1956 den Premio Municipal de Poesía. Drei weitere Lyrikbände erschien in den 1960er Jahren.

## Werke
- Reiteraciones del bosque, 1951
- Poemas, 1953
- Nuevos Poemas, 1955
- Poesía, 1961
- Últimos Poemas, 1964
- Tenso en la sombra, 1968

| Personendaten    | Personendaten           |
| ---------------- | ----------------------- |
| NAME             | Moleiro, Rodolfo        |
| KURZBESCHREIBUNG | venezolanischer Lyriker |
| GEBURTSDATUM     | 4. September 1898       |
| GEBURTSORT       | Zaraza, Guárico         |
| STERBEDATUM      | 4. März 1970            |
| STERBEORT        | Caracas                 |